# Campeonato da Europa de Atletismo de 2014 - 5000 m feminino
A prova dos 5000 metros feminino do Campeonato da Europa de Atletismo de 2014 foi disputada no dia 16 de agosto de 2014 no Estádio Letzigrund em Zurique,  na Suíça. 

## Recordes
Antes desta competição, os recordes mundiais e do campeonato nesta prova eram os seguintes:
|                       | Nome              | Nacionalidade | Tempo    | Local     | Data                |
| --------------------- | ----------------- | ------------- | -------- | --------- | ------------------- |
| Recorde mundial       | Tirunesh Dibaba   | Etiópia       | 14m11s15 | Oslo      | 6 de junho de 2008  |
| Recorde do campeonato | Elvan Abeylegesse | Turquia       | 14m56s18 | Barcelona | 1 de agosto de 2010 |
| Recorde europeu       | Liliya Shobukhova | Rússia        | 14m23s75 | Cazã      | 19 de julho de 2008 |

## Medalhistas
| Ouro              | Prata              | Bronze              |
| Meraf Bahta (SWE) | Sifan Hassan (NED) | Susan Kuijken (NED) |

## Cronograma
Todos os horários são locais (UTC+2).
| Data         | Hora  | Evento |
| ------------ | ----- | ------ |
| 16 de agosto | 17:40 | Final  |

## Resultado final

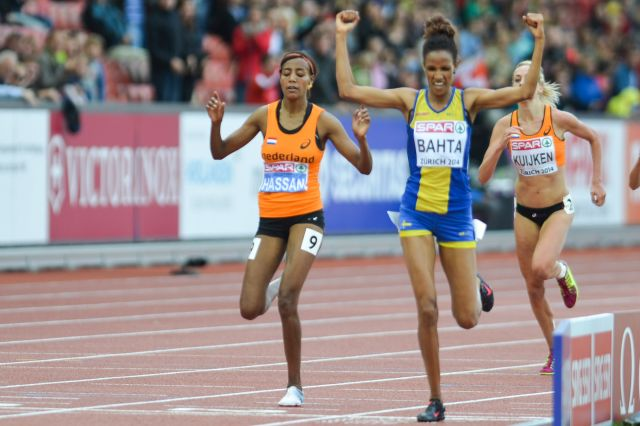
A final

| Posição           | Atleta                    | Nacionalidade | Tempo    | Notas           |
| ----------------- | ------------------------- | ------------- | -------- | --------------- |
| Medalha de ouro   | Meraf Bahta               | Suécia        | 15:31.39 |                 |
| Medalha de prata  | Sifan Hassan              | Países Baixos | 15:31.79 |                 |
| Medalha de bronze | Susan Kuijken             | Países Baixos | 15:32.82 |                 |
| 4                 | Yelena Korobkina          | Rússia        | 15:32.89 |                 |
| 5                 | Nuria Fernández           | Espanha       | 15:35.59 |                 |
| 6                 | Sara Moreira              | Portugal      | 15:38.13 |                 |
| 7                 | Jo Pavey                  | Reino Unido   | 15:38.41 |                 |
| 8                 | Giulia Viola              | Itália        | 15:38.76 | Recorde pessoal |
| 9                 | Emelia Gorecka            | Reino Unido   | 15:42.98 |                 |
| 10                | Jennifer Wenth            | Áustria       | 15:47.61 |                 |
| 11                | Renata Pliś               | Polónia       | 15:48.58 |                 |
| 12                | Karoline Bjerkeli Grøvdal | Noruega       | 15:52.78 |                 |
| 13                | Kristiina Mäki            | Chéquia       | 15:57.13 |                 |
| 14                | Maren Kock                | Alemanha      | 16:04.60 |                 |
| 15                | Paula González            | Espanha       | 16:24.58 |                 |
| —                 | Sonja Roman               | Eslovênia     | DNF      |                 |
| —                 | Gamze Bulut               | Turquia       | 15:44.73 | Doping          |

Legenda
| Recorde mundial       | Recorde mundial (World record)               |                       | Recorde africano                      | Recorde africano (African) |                                           | Q | Classificado por posição (Qualified) |
| Recorde do campeonato | Recorde do campeonato (Championship record)  | Recorde da América    | Recorde da América (Americas)         | q                          | Classificado por melhor tempo (Qualified) |   |                                      |
| Melhor marca do ano   | Melhor marca do ano (World leading)          | Recorde asiático      | Recorde asiático (Asian)              | DNS                        | Não largou (Did not start)                |   |                                      |
| Recorde nacional      | Recorde nacional (National record)           | Recorde europeu       | Recorde europeu (European)            | DNF                        | Não terminou (Did not finish)             |   |                                      |
| Recorde pessoal       | Recorde pessoal do atleta (Personal best)    | Recorde da Oceania    | Recorde da Oceania (Oceania)          | DSQ / DQ                   | Desclassificado (Disqualified)            |   |                                      |
| Recorde da temporada  | Recorde da temporada do atleta (Season best) | Recorde sul-americano | Recorde sul-americano (South America) | NM                         | Sem marca (No mark)                       |   |                                      |